# Мирослав Гочев
Мирослав Ангелов Гочев (болг. Мирослав Ангелов Гочев; нар. 9 квітня 1973, Бургас) — болгарський борець вільного стилю, бронзовий призер чемпіонату світу, срібний призер чемпіонату Європи, учасник Олімпійських ігор.

## Життєпис
Боротьбою почав займатися з 1982 року. У 1990 став срібним призером чемпіонату світу серед юніорів. Наступного року на чемпіонаті світу серед молоді досяг такого ж результату і повторив його на континентальній юніорській першості. У 1992 році став бронзовим призером на чемпіонаті Європи серед молоді.
Виступав за борцівський клуб «Славія-Літекс», Софія. Тренер — Міхо Дуков.

## Спортивні результати на міжнародних змаганнях

### Виступи на Олімпіадах
| Змагання                    | Збірна   | Вагова категорія          | Місце |
| --------------------------- | -------- | ------------------------- | ----- |
| Літні Олімпійські ігри 2004 | Болгарія | вільна боротьба, до 84 кг | 12    |

### Виступи на Чемпіонатах світу
| Змагання                        | Збірна   | Вагова категорія          | Місце  |
| ------------------------------- | -------- | ------------------------- | ------ |
| Чемпіонат світу з боротьби 1995 | Болгарія | вільна боротьба, до 74 кг | 14     |
| Чемпіонат світу з боротьби 1997 | Болгарія | вільна боротьба, до 76 кг | Бронза |
| Чемпіонат світу з боротьби 1998 | Болгарія | вільна боротьба, до 76 кг | 11     |

### Виступи на Чемпіонатах Європи
| Змагання                         | Збірна   | Вагова категорія          | Місце  |
| -------------------------------- | -------- | ------------------------- | ------ |
| Чемпіонат Європи з боротьби 1995 | Болгарія | вільна боротьба, до 74 кг | 6      |
| Чемпіонат Європи з боротьби 1997 | Болгарія | вільна боротьба, до 76 кг | 5      |
| Чемпіонат Європи з боротьби 1998 | Болгарія | вільна боротьба, до 76 кг | 5      |
| Чемпіонат Європи з боротьби 1999 | Болгарія | вільна боротьба, до 76 кг | 10     |
| Чемпіонат Європи з боротьби 2000 | Болгарія | вільна боротьба, до 76 кг | 8      |
| Чемпіонат Європи з боротьби 2001 | Болгарія | вільна боротьба, до 76 кг | Срібло |
| Чемпіонат Європи з боротьби 2002 | Болгарія | вільна боротьба, до 84 кг | 10     |

### Виступи на інших змаганнях
| Змагання                                                      | Збірна   | Вагова категорія          | Місце |
| ------------------------------------------------------------- | -------- | ------------------------- | ----- |
| Олімпійський кваліфікаційний турнір з боротьби 2000 (Лейпциг) | Болгарія | вільна боротьба, до 85 кг | 16    |
| Олімпійський кваліфікаційний турнір з боротьби 2000 (Токіо)   | Болгарія | вільна боротьба, до 85 кг | 14    |

### Виступи на змаганнях молодших вікових груп
| Змагання                                           | Збірна   | Вагова категорія          | Місце  |
| -------------------------------------------------- | -------- | ------------------------- | ------ |
| Чемпіонат світу з боротьби серед юніорів 1990      | Болгарія | вільна боротьба, до 74 кг | Срібло |
| Чемпіонат Європи з боротьби серед юніорів 1991     | Болгарія | вільна боротьба, до 74 кг | Срібло |
| Балканський чемпіонат з боротьби серед молоді 1990 | Болгарія | вільна боротьба, до 74 кг | Бронза |
| Чемпіонат світу з боротьби серед молоді 1991       | Болгарія | вільна боротьба, до 74 кг | Срібло |
| Чемпіонат Європи з боротьби серед молоді 1992      | Болгарія | вільна боротьба, до 74 кг | Бронза |